# 愛知学泉大学

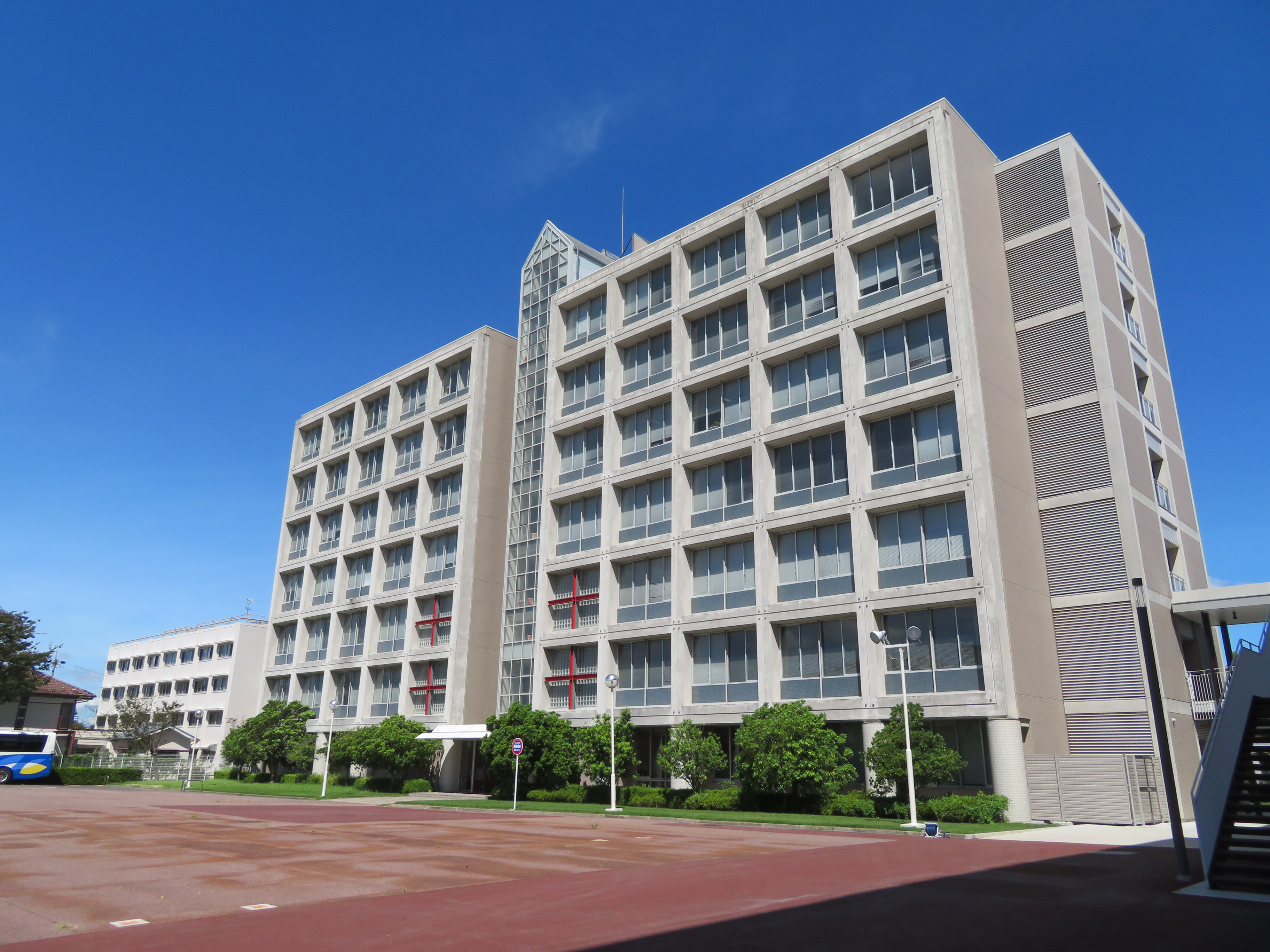
校舎

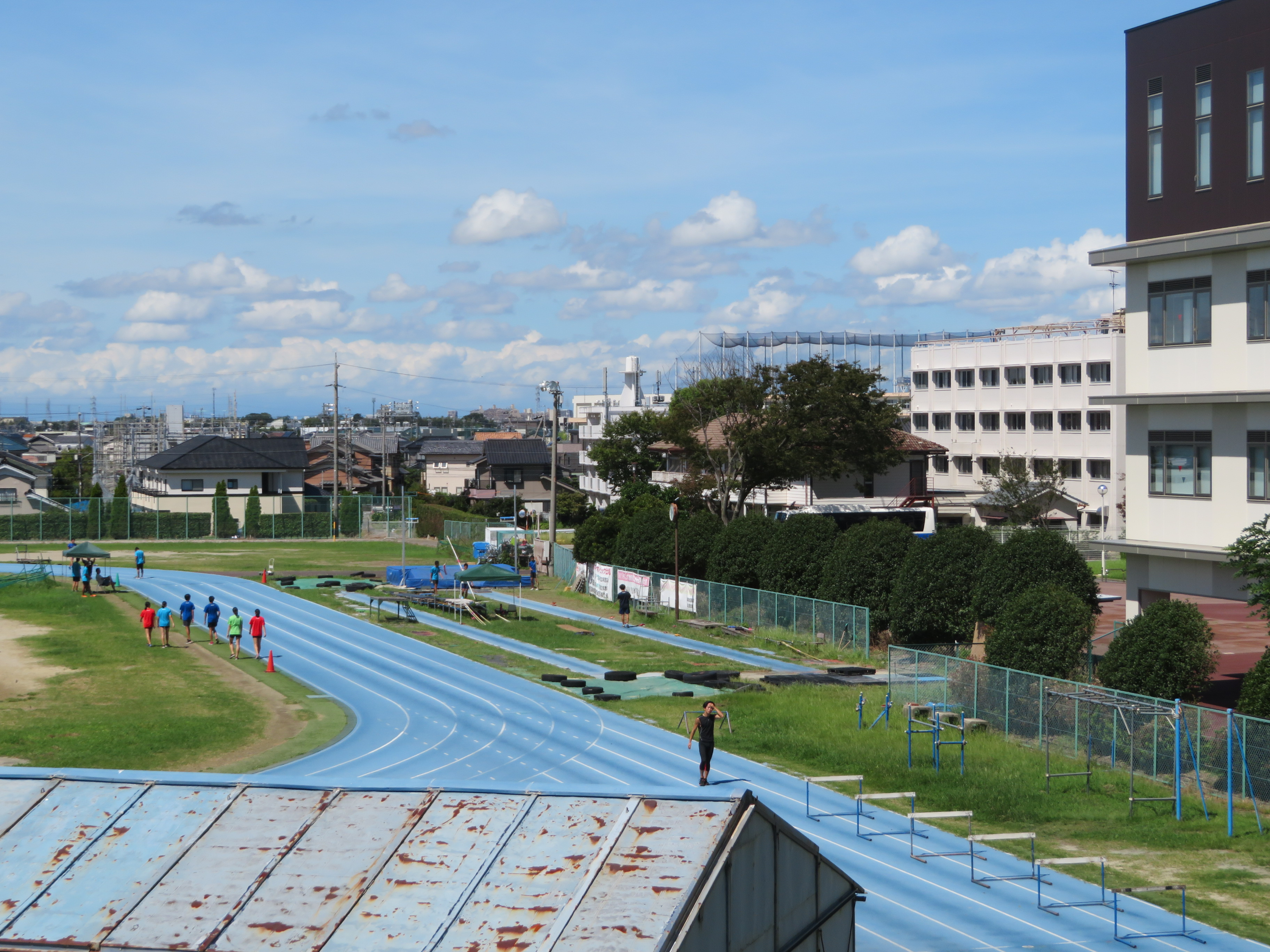
運動場

愛知学泉大学（あいちがくせんだいがく、英語: Aichi Gakusen University）は、愛知県岡崎市舳越町上川成28に本部を置く日本の私立大学。1966年創立、1966年大学設置。大学の略称は学泉大（がくせんだい）。

## 概要
大学としての出発は女子大であったが、現在は家政学部を含め男女共学である。中部地方では、家政学部を男女共学にしたのはこの大学が最初であった。

## 沿革
沿革節の主要な出典は公式サイト。
- 1966年（昭和41年） - 愛知女子大学（家政学部家政学科）設置。また短期大学部に幼児教育科を開設。
- 1968年（昭和43年） - 安城学園大学に改名。
- 1982年（昭和57年） - 愛知学泉大学に改名。
- 1984年（昭和59年） - 短期大学部を廃止し、幼児教育科を愛知学泉女子短期大学（現愛知学泉短期大学）に移設した。
- 1987年（昭和62年） - 共学となる。経営学部（経営学科）開設。
- 1993年（平成5年） - 経営学部に経営情報学科増設。
- 1998年（平成10年） - コミュニティ政策学部（コミュニティ政策学科）開設。
- 2002年（平成14年） - 家政学部家政学科を家政学専攻、管理栄養士専攻の二専攻に改組。
- 2008年（平成20年） - 家政学部家政学科にこどもの生活専攻を開設。
- 2011年（平成23年） - 現代マネジメント学部を豊田キャンパスに開設。経営学部、コミュニティ政策学部は募集停止。
- 2019年（平成31年） - 現代マネジメント学部が募集停止。
- 2020年（令和2年）-家政学部を改組（3学科体制　管理栄養学科・ライフスタイル学科・こどもの生活学科）

## 学部・学科
現代マネジメント学部
- 現代マネジメント学科

家政学部
- 管理栄養学科
- ライフスタイル学科
- こどもの生活学科

## 研究所
- ライフスタイル研究所
- 地域社会デザイン総合研究所

## 部活動
バスケットボールの強豪として知られており、女子は1995年（平成7年）からの5連覇を含む12回のインカレ優勝を誇る。男子も2000年（平成12年）にインカレベスト4入りを果たした。

## 主な卒業生
- 浜口炎 - バスケットボール指導者（京都ハンナリーズヘッドコーチ）
- 高辻周孝 - 元バスケットボール選手
- 眞鍋かおり - 元バスケットボール選手
- 上山博之 - 元バスケットボール選手
- 船引かおり - 元バスケットボール選手
- 西田陽子 - バスケットボール指導者（三菱電機コアラーズアシスタントコーチ）
- 榊原紀子 - 元バスケットボール選手・日本代表
- 船引まゆみ - 元バスケットボール選手
- 渡邉温子 - 元バスケットボール選手
- 近藤雄治 - 元バスケットボール選手
- 桜井良太 - バスケットボール選手・日本代表（レバンガ北海道）
- 杉山りえ - バスケットボール選手（日立ハイテク クーガーズ）
- 小林阿古 - バスケットボール選手（トヨタ自動車アンテロープス）
- 中尾綾 - バスケットボール選手（日立ハイテク クーガーズ）
- 須田都古 - 元バスケットボール選手（ジャパンエナジーJOMOサンフラワーズ）
- 園田奈緒 - バスケットボール選手（デンソーアイリス）
- 角畑莉子 - バスケットボール選手（トヨタ自動車アンテロープス）
- 谷口二千華 - バスケットボール選手（富士通レッドウェーブ）
- 鷹𥖧公歌 - バスケットボール選手（東京羽田ヴィッキーズ）
- アイメレク・モニィーク - バスケットボール選手（東京羽田ヴィッキーズ）
- 平野実月 - バスケットボール選手（トヨタ自動車アンテロープス）
- 岡田真那美 - バスケットボール選手（トヨタ紡織サンシャインラビッツ）
- 鬼塚彩乃 - バスケットボール選手（日立ハイテク クーガーズ）
- 坂本雅 - バスケットボール選手（アイシン ウィングス）
- 石牧葵 - バスケットボール選手（姫路イーグレッツ）
- 國井仁奈梨 - バスケットボール選手（日立ハイテク クーガーズ）
- 森美月 - バスケットボール選手（シャンソンVマジック）
- 青野慎也 - サッカー指導者（愛媛FC）
- 安江嘉純 - 野球選手（千葉ロッテマリーンズ）

## 施設

### 岡崎キャンパス
- 使用学部：家政学部

### 豊田キャンパス
- 使用学部：現代マネジメント学部

## アクセス

### 岡崎キャンパス
- 路線バス
  - 名鉄名古屋本線 東岡崎駅、JR東海道本線 岡崎駅、愛知環状鉄道・愛知環状鉄道線 北岡崎駅から名鉄バス「日名町」バス停下車、徒歩で約7分。

- スクールバス
  - 名鉄名古屋本線 東岡崎駅（愛知環状鉄道・愛知環状鉄道線 北岡崎駅を経由）、JR東海道本線 安城駅から運行。

### 豊田キャンパス
- スクールバス
  - 名鉄豊田線 三好ヶ丘駅、愛知環状鉄道・愛知環状鉄道線 新豊田駅から運行。

## 関連学校
- 愛知学泉短期大学
- 安城学園高等学校
- 岡崎城西高等学校
- 愛知学泉大学附属幼稚園
- 愛知学泉大学附属桜井幼稚園
- 愛知学泉短期大学附属幼稚園